# شهر البرتو ادریانی
شهر البرتو ادریانی (به اسپانیایی: Alberto Adriani Municipality) یک سکونتگاه مسکونی در ونزوئلا است که در ایالت مریدا واقع شده‌است.

## خصوصیات
شهر البرتو ادریانی ۲۵۰٫۲۵۷h نفر جمعیت دارد.